# Sladenia
Sladenia é um género botânico pertencente à família Sladeniaceae.

## Especies
- Sladenia celastrifolia Kurz
- Sladenia integrifolia Y.M.Shui